# Yvonne Wilder
Yvonne Wilder, geboren Yvonne Othon (New York, 21 september 1937 – Los Angeles, 24 november 2021), was een Amerikaans actrice.

## Loopbaan
In 1961 speelde Wilder de rol van Consuelo in West Side Story. Zij speelde de rol van majoor Edna Howard in de televisieserie Operation Petticoat en de rol van de moeder van Jesse Katsopolis in de televisieserie Full House. Ze was ook te zien in Seems Like Old Times uit 1980 met Goldie Hawn in de hoofdrol.
Ze was ook beeldhouwster en schilderes. In de jaren ‘90 werd haar werk tentoongesteld in de Santa Monica Art Institute.
Wilder was vijf keer getrouwd. Ze overleed in 2021 op 84-jarige leeftijd.

## Filmografie
- West Side Story (1961)
- The Return of Count Yorga (1971)
- Death Sentence (1974)
- Sonny Boy (1974)
- America, You're On (1975)
- Silent Movie (1976)
- Bloodbrothers (1978)
- Blood Relatives (1978, niet op aftiteling)
- Why Not Stay for Breakfast? (1979)
- The Tenth Month (1979)
- Seems Like Old Times (1980)
- Portrait of a Rebel: The Remarkable Mrs. Sanger (1980)
- The Last Married Couple in America (1980)
- Honeyboy (1982)
- Dorf Goes Fishing (1993)

## Televisieseries
- Hennesey (1962), 2 afleveringen
- Hey, Landlord (1967)
- Room 222 (1969 en 1970)
- Bracken's World (1969)
- The Partridge Family (1971-1974), 4 afleveringen
- The Courtship of Eddie's Father (1972)
- The Mary Tyler Moore Show (1972)
- The Girl with Something Extra (1973)
- On the Rocks (1975 en 1976)
- The Practice (1976)
- Popi (1976)
- Operation Petticoat (1977-1978), 23 afleveringen
- Police Story (1977)
- One Day at a Time (1979)
- Archie Bunker's Place (1981-1982), 4 afleveringen
- Condo (1983), 13 afleveringen
- Mama's Family (1983)
- The Equalizer (1986 en 1989), 3 afleveringen
- Gimme a Break! (1986), 2 afleveringen
- Full House (1988-1991), 7 afleveringen
- 227 (1988), 2 afleveringen